# スモークチーズ

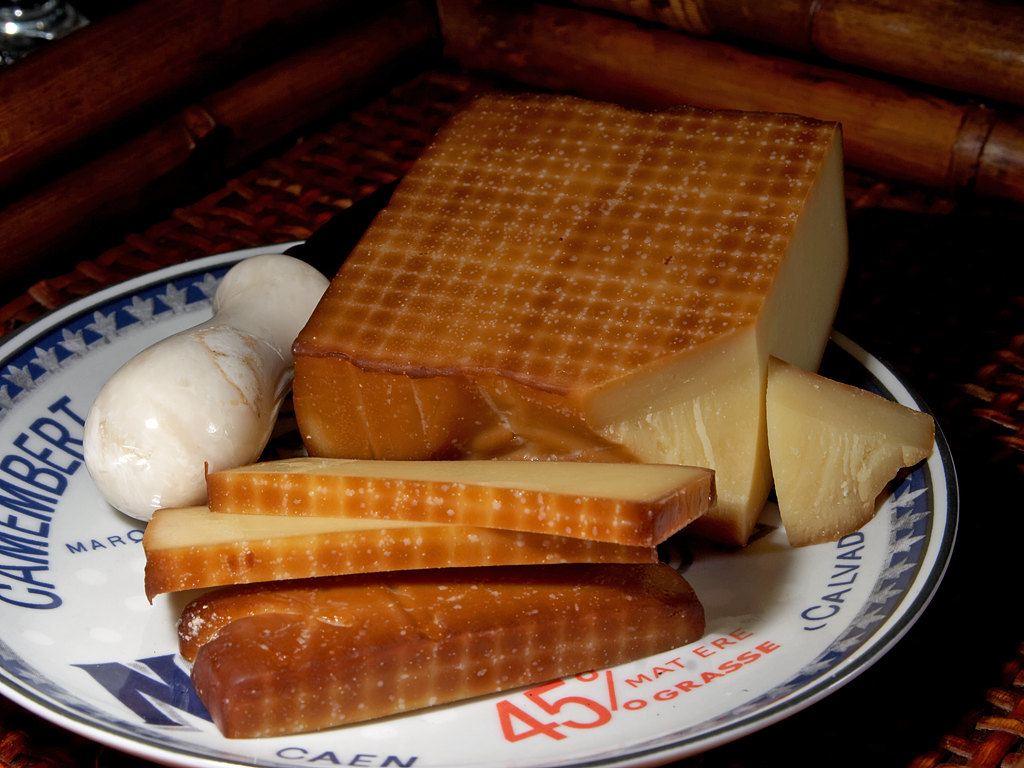
グリュイエールチーズで作られたスモークチーズ

スモークチーズは、保存用として燻製にしたチーズである。
チーズを燻煙する方法は煙の温度で2通りに分かれる。70°Cから90°Cほどの煙で1か月ほどいぶす方法と、100°Cから190°Cほどの煙で部分的もしくは全体をいぶす方法がある。燻煙することで外側が固くなり、色が黄褐色になる。
安価なチーズにおいて代わりの保存方法として、調味料など人工的な方法で伝統的製法に近い香りと色をつけたスモークチーズもある。
一般的に販売されているスモークチーズの材料としてはチェダーチーズやグリュイエールチーズ、アップルウッドチーズ、ゴーダチーズなどがあり、ほとんどのチーズに燻煙での香り付けをすることが可能である。